# Arbat (Armenia)
Arbat – wieś w Armenii, w prowincji Ararat. W 2011 roku liczyła 2058 mieszkańców.